# Elatostema trichocarpum
Elatostema trichocarpum är en nässelväxtart som beskrevs av Hand.-mazz.. Elatostema trichocarpum ingår i släktet Elatostema och familjen nässelväxter. Inga underarter finns listade i Catalogue of Life.